# Colocasia jezoensis
Colocasia jezoensis är en fjärilsart som beskrevs av Matsumura 1931. Colocasia jezoensis ingår i släktet Colocasia och familjen Pantheidae. Inga underarter finns listade i Catalogue of Life.